# Nongbah
Nongbah es una localidad de la India, en el distrito de Jaintia Hills, estado de Meghalaya.

## Geografía
Se encuentra a una altitud de 1336 m s. n. m. a 73 km de la capital estatal, Shillong, en la zona horaria UTC +5:30.

## Demografía
Según estimación 2010 contaba con una población de 6 821 habitantes.